# Stefan Butzmühlen

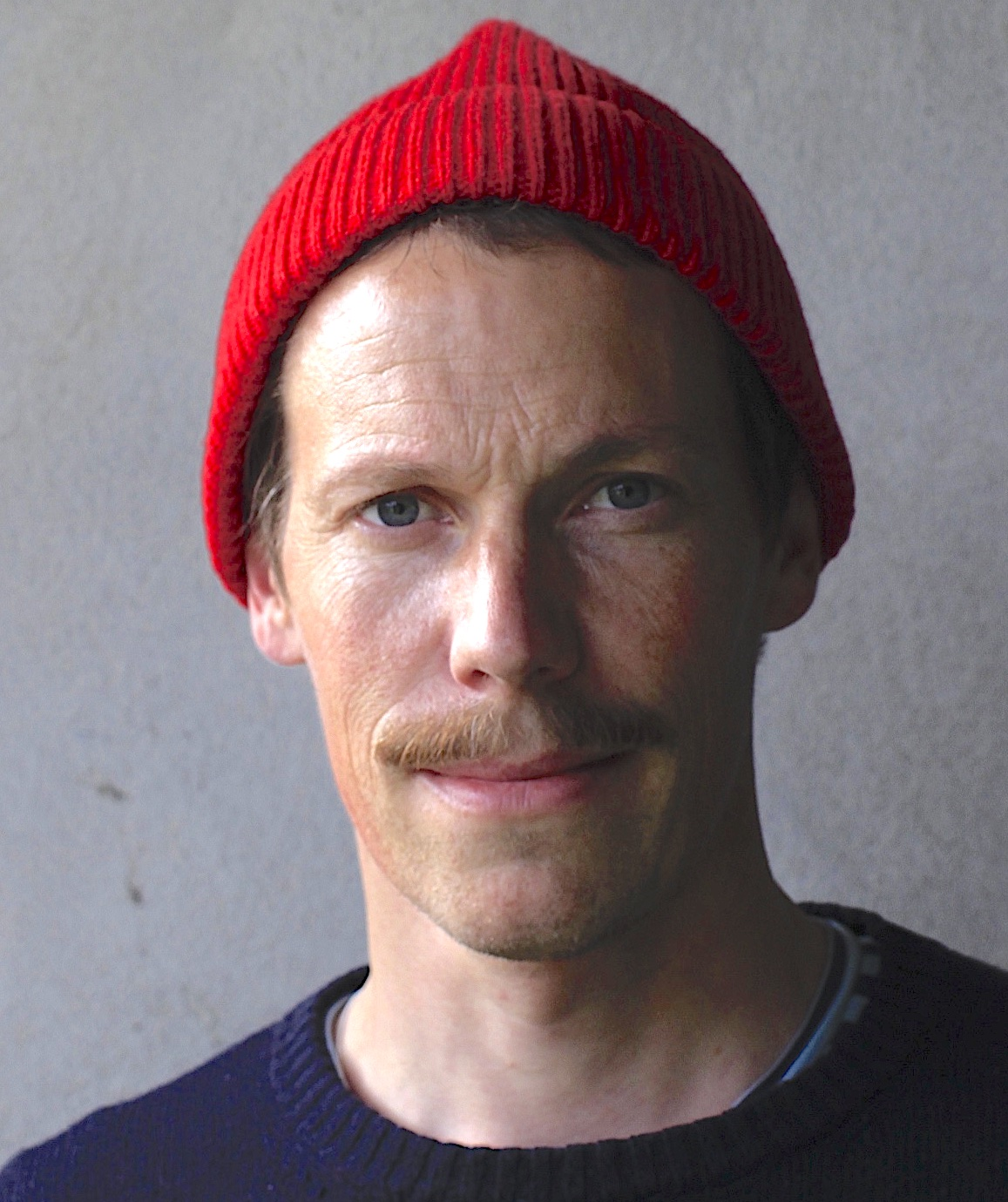
Stefan Butzmühlen

Stefan Butzmühlen (* 1982) ist ein deutscher Regisseur, Autor und Verleiher.

## Leben
Stefan Butzmühlen studierte nach einer Tischlerlehre von 2003 bis 2005 in Wien am Konservatorium der Stadt Wien bei Elfriede Ott und Tim Kramer Schauspiel. Nach der Zwischenprüfung verließ er die Schauspielschule und ging als Regiehospitant ans Schauspielhaus Zürich.
2006 arbeitete er als Regieassistent von Angela Schanelec bei dem Film Nachmittag.
Von 2007 bis 2012 studierte Stefan Butzmühlen Film- und Fernsehregie an der Hochschule für Film und Fernsehen "Konrad Wolf" in Potsdam-Babelsberg.
2011 nahm er an Berlinale Talents teil.
Sein Kurzfilm Nach Klara gewann 2010 auf dem internationalen Kurzfilmfestival Oberhausen den 3sat-Förderpreis und sein Abschlussfilm Sleepless Knights wurde im 47. Forum der Berlinale uraufgeführt.
Er ist Mitbegründer des 2014 gegründeten Filmverleihs "Grandfilm".
Stefan Butzmühlen arbeitet neben seiner Tätigkeit als Filmemacher und Verleiher auch als Co-Autor für Hörspiel und als Theaterregisseur.

## Filmografie
- 2010: Nach Klara
- 2012: Sleepless Knights (gemeinsam mit Cristina Diz)
- 2015: Lichtes Meer

## Theater
- 2016: Erdkobold Erni sucht den Regen (von Martin Hofstetter und Michael Bruckner) im Wiener Konzerthaus[9]
- 2019: Die Bremer Stadtmusikanten (von Brüder Grimm /  Annalena Küspert) im Stadttheater Fürth
- 2023: Perplex (von Marius von Mayenburg) im Stadttheater Fürth

## Hörspiel
- 2019: Quasi und die Kiezkids (Idee gemeinsam mit Martin Hofstetter)